# Dom van Hildesheim
De dom van Hildesheim (Mariendom of Dom St. Mariä Himmelfahrt) is de vroegromaanse kathedraal van het bisdom Hildesheim en een van de beide kerken in Hildesheim die zijn opgenomen op de Werelderfgoedlijst. De bouw van de kathedraal begon in 872 en werd in 1061 voltooid. Nadien is de kerk sterk veranderd, maar na de vrijwel volledige verwoesting in de Tweede Wereldoorlog is het bouwwerk bij de herbouw teruggebracht in zijn oorspronkelijke Ottoonse stijl.

## Geschiedenis
Het bisdom Hildesheim werd gesticht door de Frankische koning Lodewijk de Vrome. Patrones werd de Moeder Gods, van wie de roos het symbool is. Met haar verering hangt de legende samen rond de stichting van het bisdom: de koning zou op deze plaats na een jachtpartij een reliekschrijn hebben aangetroffen die aan een rozenstruik was vastgegroeid. Bij de apsis van de dom groeit daadwerkelijk een minstens enkele honderden jaren oude hondsroos, die bekendstaat als de Duizendjarige Rozenstok. Het feit dat de roos de puinhopen van de oorlog heeft overleefd, heeft de legende extra kracht gegeven. De roos is niet alleen het symbool van de Moeder Gods en van de domkerk, maar ook van de stad Hildesheim.
De eerste stenen bisschopskerk op deze plaats dateert van na Lodewijks dood en werd gebouwd onder bisschop Altfrid. Latere belangrijke bisschoppen waren de heilige Bernward en diens opvolger Godehard. Bernward was ook de stichter van de andere belangrijke romaanse kerk in Hildesheim, de Michaeliskerk. Zijn naam is verbonden aan twee Ottoonse kunstschatten waaraan de dom zijn plaats op de Werelderfgoedlijst mede te danken heeft: de Bernwardsdeur uit 1015 in het westportaal en de Christuszuil uit 1020 in de zuidelijke dwarsbeuk. Beide zijn van brons en geënt op Romeinse voorbeelden. De zuil en mogelijk ook de deur bevonden zich aanvankelijk in de Michaeliskerk, maar de deur werd op zijn laatst al door Bernwards opvolger in de dom geplaatst en de zuil volgde aan het eind van de negentiende eeuw.
De Altfrid-dom ging in 1064 in vlammen op, waarna bisschop Hezilo (1054–1079) het bouwwerk herbouwde. Aan Hezilo wordt ook de Hezilokroonluchter toegeschreven, die met een doorsnede van zes meter de grootste wielvormige kroonluchter van Duitsland is. Deze bevindt zich in de viering en beeldt het Nieuwe Jeruzalem uit.

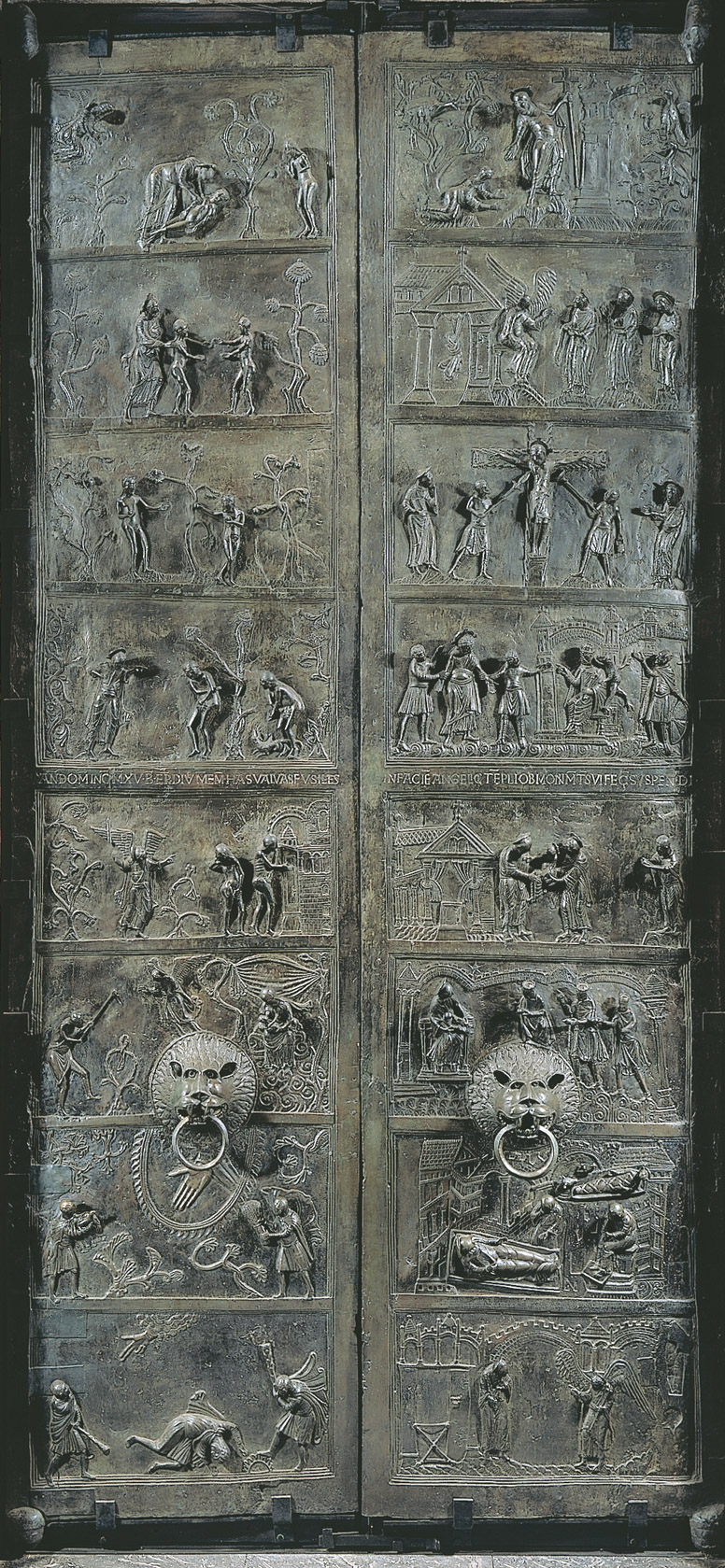
De bronzen Bernwardsdeur (1015)
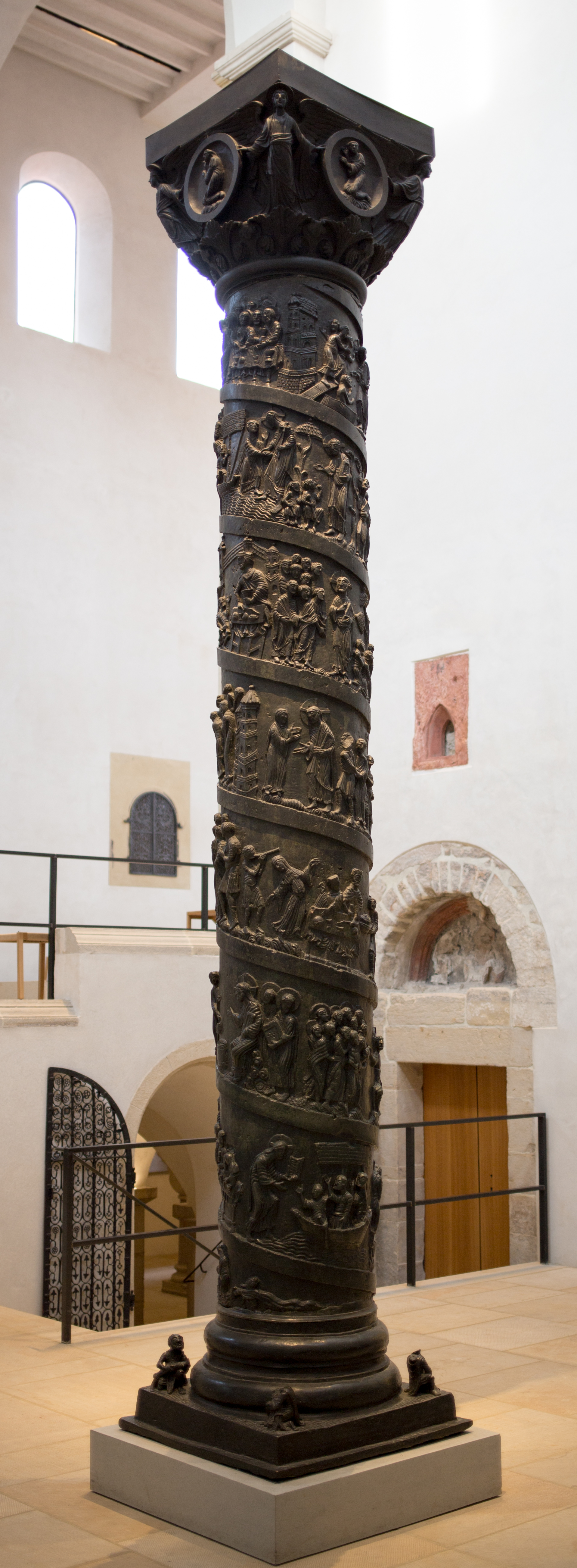
Bronzen Christus- of Bernwardszuil (11e eeuw) in de Hildesheimer Dom
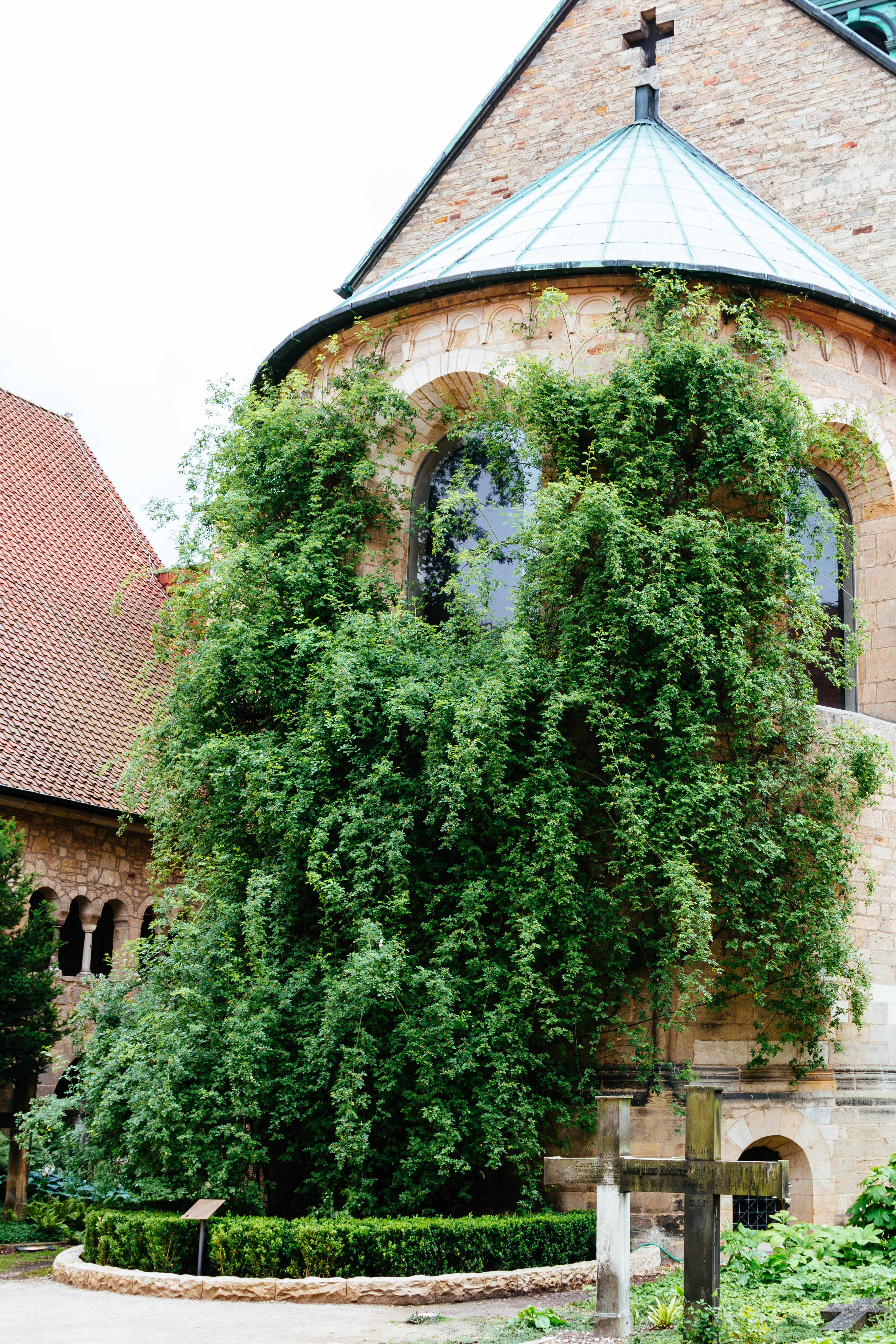
De Duizendjarige Roos, een 700 jaar oude hondsroos bij de Dom

## Dommuseum
De domschatten zijn, samen met die van de Michaeliskerk, ondergebracht in het Dommuseum. Daartoe behoren stukken die toebehoorden aan bisschop Bernward.